# Agrilus fuscipennis
Agrilus fuscipennis es una especie de insecto del género Agrilus, familia Buprestidae, orden Coleoptera. Fue descrita científicamente por Gory, 1841.
Mide 12-14 mm. Se encuentra en Estados Unidos.